# Enso-ji Il Cerchio

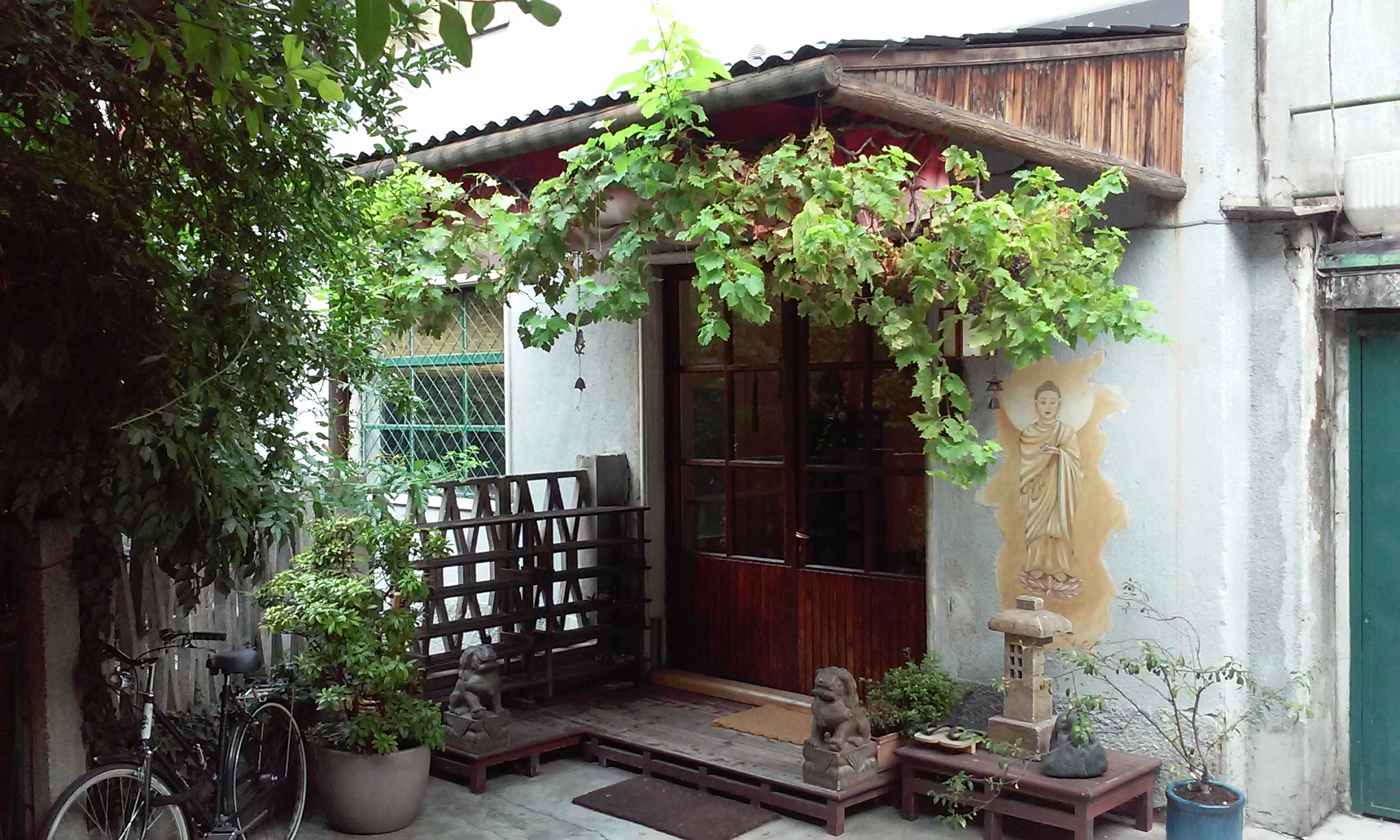
Ingresso del monastero Enso-ji, Milano

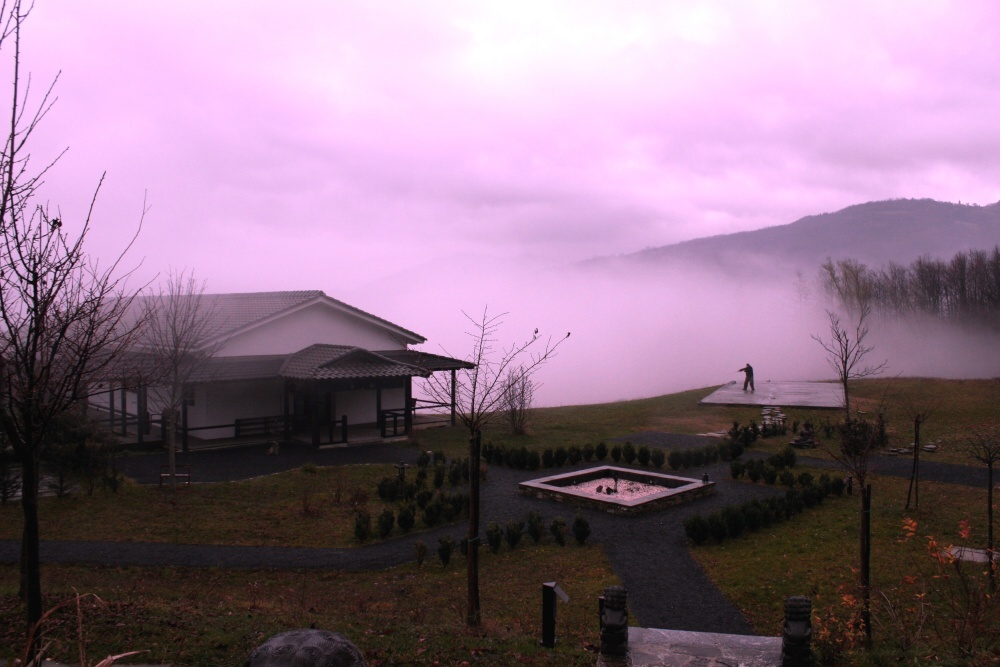
Un'immagine del chiostro, su cui si affaccia lo Zendo di Sanboji, Parma

Il monastero Enso-ji Il Cerchio (in giapponese 円相寺?, Ensō-ji, "tempio il cerchio") è una comunità buddista e un'associazione culturale italiana, riconosciuta come onlus e afferente al buddismo Zen di lignaggio Sōtō (Sōtō-shū), fondata dal maestro  (老師 rōshi) zen italiano Carlo Zendo Tetsugen Serra (1953-), allievo,  tra gli ultimi anni '80 e i primi anni '90 del XX secolo, del maestro zen Ban Tetsugyu Soin (伴鐵牛, 1910-1996), e riconosciuto come insegnante nel suo lignaggio dal suo successore, l'attuale abate del tempio Tosho-ji (東照寺) di Tokyo, Tetsujyo Deguchi (出口鐵城, 1951).
Il monastero Enso-ji Il Cerchio è membro dell'Unione buddista italiana e dell'Unione buddista europea.
Questa comunità buddista è espressione del Sangha della Foresta di Bambu e segue dunque la tradizione zen Sōtō secondo l'insegnamento del maestro riformatore giapponese Harada Daiun Sogaku (原田祖岳, 1871-1961).
La scuola di Daiun Sogaku si distingue dal metodo dall'attuale insegnamento del Sōtō, lignaggio zen fondato nel XIII secolo dal monaco di scuola Tendai Dōgen (道元, 1200-1253), lignaggio il quale, a partire dal XVIII secolo, si basa esclusivamente sulla pratica della "meditazione seduta", zazen (坐禅), realizzata secondo il peculiare metodo indicato con il nome di shikantaza (只管打坐, "solo sedersi"). La distinzione della scuola di Daiun Sogaku consiste quindi nell'affiancare alla pratica costante dello zazen un frequente e intenso lavoro sui kōan, quei quesiti o affermazioni paradossali che hanno come obiettivo il far abbandonare al discepolo un approccio strettamente razionale alla pratica facilitandone quindi l'illuminazione (悟 satori ), caratteristici ancora oggi delle scuole Rinzai e Obaku.
L'insegnamento di Harada ha trovato seguaci in Occidente, particolarmente negli Stati Uniti dove, sotto la guida del suo discepolo Hakuun Yasutani (安谷 白雲, 1885–1973), fondatore nel 1954 della scuola Sanbo Kyodan (三宝教団), e del suo successore Philip Kapleau (1912-2004), nonché del maestro Maezumi Taizan Hakuyū (前角大山博雄, 1931-1995), è stato di indirizzo per alcuni pionieri del buddismo zen occidentale come Charlotte Yoko Beck (1917-2011) e Bernard Testsugen Glassman (1939-), conservando una guida autorevole in Giappone proprio nel maestro zen Ban Tetsugyu Soin.
Il sangha  del Cerchio trova sede principalmente in due luoghi: nel monastero "Ensoji – il Cerchio", fondato a Milano nel 1988,  e nel monastero "Sanbo-ji – Tempio dei Tre Gioielli," (三寶寺) fondato in Località Pradaiolo, nei pressi di Berceto, in provincia di Parma, nel 1996.
Presso l'Enso-ji viene insegnata la pratica della meditazione seduta (zazen), impartiti gli insegnamenti zen del monaco insegnante Carlo Zendo Tetsugen Serra e vengono eseguite delle attività di arti orientali considerate come messa "in atto" della consapevolezza zen. La più seguita di queste arti è la pratica dei trattamenti shiatsu (指圧) considerata come una modalità autentica per praticare lo zen al pari della meditazione zazen.
Presso il Sanbo-ji vengono condotti i ritiri di meditazione e di pratiche orientali, come lo shiatsu, che aiutano nella pratica i discepoli. Caratteristica del Sanbo-ji è la presenza permanente di monaci zen residenti.
Caratteristica di questo monastero zen occidentale è anche il varo di corsi fondati sull'incontro tra la "psicologia cognitiva" occidentale (nella pratica della mindfulness) e gli insegnamenti zen; corsi indicati con il nome "MindfulZen", e inaugurati con la pubblicazione del saggio Zen 2.0, la via della felicità. Gli insegnamenti del  "MindfulZen" intendono trasmettere la tradizione della disciplina di vita zen in maniera non religiosa e scevra delle forme della tradizione buddista.
Dalla primavera del 2015, con l'intenzione di diffondere ulteriormente la pratica dello Zen in una forma moderna, il Cerchio intraprende anche il progetto #Urbanzen, che prevede l'allestimento di incontri pubblici di zazen nella forma di flashmob nelle principali città italiane ed europee; mentre i primi eventi pubblici vennero organizzati in due tra i punti più rappresentativi della vita pubblica milanese, Piazza del Duomo e la piazza di fronte alle Colonne di San Lorenzo, il terzo viene organizzato a Napoli, per l'apertura della nuova sede del Tempio Zen di Napoli Ten Shin - Cuore di Cielo Puro, afferente al Cerchio in quella città, in piazza del Plebiscito.
Nell'ambito degli eventi pubblici per manifestare pubblicamente la pratica, viene organizzata, il 24 Giugno 2015, la Notte delle Lanterne: la riproposizione di una festa giapponese come evento per animare la movida milanese, coinvolgendo i cittadini in un momento di pace e raccoglimento.
Quest'evento viene conosciuto però più per il successo ben oltre le stime che ha avuto, riuscendo a bloccare il quartiere della Darsena per qualche ora, con circa centomila persone presenti.